# Acuaporina 3
La acuaporina-3 (AQP3) es una proteína de membrana dentro de la familia de las acuaporinas que son proteínas mediadoras de transporte de agua. Tienen como función el permitir el paso de agua y otros pequeños solutos, como el glicerol y la urea, a través de la membrana plasmática. Este canal de urea y glicerol se expresa abundantemente en la membrana basolateral de los túbulos colectores renales, donde la AQP3 parece facilitar la salida de urea. Además de su expresión en el riñón, la AQP3 se ha encontrado en la piel, colon, intestino delgado, estómago, pulmón, bazo y vejiga urinaria.
Esta proteína también es determinante del grupo sanguíneo GIL.